# حالة حب (مسرحية)
حالة حب مسرحية كوميدية فكاهية مصرية من بطولة فؤاد المهندس وشويكار وعبدالمنعم مدبولي، ومن إخراج فؤاد المهندس وأخرجها للتلفزيون أحمد شاكر. تم إنتاجها وعرضها عام 1967م.

## الطاقم
- فؤاد المهندس (رجب)
- شويكار (سوسن)
- عبدالمنعم مدبولي (متولي المضلع)
- سناء يونس (توتو)
- سلامة إلياس (محيي سليط)
- زوزو شكيب (زهرة)
- عادل إمام (الهام الملفوف)
- صفاء الشامي (فيفي)
- سهير الباروني (سنية ماكلين)
- جمال الوحش (عربجي الحنطور)
- أحمد شكري (الخواجة كرياكو)
- أحمد ماهر تيخة (عبده)

## قصة المسرحية
رجب شاب خجول يحب سوسن، لكنه حب من طرف واحد لأنها تحب إلهام الملفوف، ومتولي المضلع يود تزويج رجب من سوسن باي وسيلة، فيقرر تحويله إلى شخص ذو خبرة بالنساء.